# Thymoites yaginumai
Thymoites yaginumai là một loài nhện trong họ Theridiidae.
Loài này thuộc chi Thymoites. Thymoites yaginumai được Hajime Yoshida miêu tả năm 1995.